# Ховард, Энн Мари
Энн Мари́ Хо́вард (англ. Anne Marie Howard; 31 марта 1960, Сан-Диего, Калифорния, США) — американская актриса

 и кинопродюсер.

## Биография и карьера
Бывший пресс-секретарь Ditech.com и нынешний пресс-секретарь Национальной ассоциации риелторов.
Старшая из пяти детей, она родилась в Сан-Диего, Калифорния, в военно-морской больнице Бальбоа, где её отец Томас Ховард был дантистом в ВМС США. В возрасте двух лет они переехали в Оттумву, штат Айова, а когда ей было четырнадцать лет, семья переехала в Давенпорт, штат Айова.
Она появилась в более чем 100 рекламных роликах, включая Life Savers, The George Foreman Grill, Quaker Oats, Nexium и AARP. Среди телевизионных работ Энн гостевые роли в телесериалах «Отчаянные домохозяйки», «Части тела», «Детектив Монк», «Близко к дому», «Лас-Вегас», «Главный госпиталь: Ночная смена», «Детектив Раш», «Скорая помощь», «Справедливая Эми», «Бостонская школа», «Другой мир», «Дни нашей жизни», «Нетакая», «Добиться или сломаться» и «Частная практика».
Среди её работ в кино роли в фильмах «Синоптик» с Николасом Кейджем, «Князь тьмы», «Они поменялись местами» и «Не шутите с Зоханом» с Адамом Сэндлером.

## Избранная фильмография
| Год       |   | Русское название             | Оригинальное название         | Роль                |
| --------- | - | ---------------------------- | ----------------------------- | ------------------- |
| 1982      | ф | Они поменялись местами       | Model Behavior                | Бекки               |
| 1987      | ф | Князь тьмы                   | Prince of Darkness            | Сьюзан Кэбот        |
| 1987—1988 | с | Другой мир                   | Another World                 | Николь Лав          |
| 1990—1991 | с | Дни нашей жизни              | Days of Our Lives             | Кимберли Брейди № 2 |
| 1997      | с | Жара в Лос-Анджелесе         | L.A. Heat                     | Мисс Роленд         |
| 1998      | с | Диагноз: убийство            | Diagnosis: Murder             | Донна Лопес         |
| 1999      | ф | Бриллиантовый полицейский    | Blue Streak                   | Женщина-офицер      |
| 2002      | с | Могучие рейнджеры: Дикий мир | Power Rangers Wild Force      | Репортёр № 3        |
| 2003      | с | Справедливая Эми             | Judging Amy                   | Фиона Чэндлер       |
| 2004      | с | Детектив Раш                 | Cold Case                     | Дженнифер           |
| 2004—2006 | с | Нетакая                      | Unfabulous                    | Кар-Рен Хекерлинг   |
| 2005      | ф | Продавщица                   | Shopgirl                      | Мэнди               |
| 2005      | с | Скорая помощь                | ER                            | Шоуд                |
| 2005      | ф | Синоптик                     | The Weather Man               | Соведущая           |
| 2006      | с | Женщина-президент            | Commander in Chief            | Репортёр Шэрон      |
| 2006      | с | Мыслить как преступник       | Criminal Minds                | Селия Брайант       |
| 2006      | с | Дрейк и Джош                 | Drake & Josh                  | Продюсер            |
| 2007      | с | Лас-Вегас                    | Las Vegas                     | Миссис Тейлор       |
| 2007      | с | Расследование Джордан        | Crossing Jordan               | Андреа Риптон       |
| 2008      | ф | Не шутите с Зоханом          | You Don't Mess with the Zohan | Репортёр            |
| 2008      | с | Детектив Монк                | Monk                          | Журналистка         |
| 2008      | с | Отчаянные домохозяйки        | Deperate Housewives           | светская львица     |